# Анжу (Монреаль)
Анжу (фр. Anjou) — район (округ) у північно-східній частині міста Монреаль, Канада. До об'єднання з Монреалем у 2002 році це було незалежне місто.
20 червня 2004 року був проведений референдум проти об'єднання з Монреалем за наказом провінційного уряду. Більшість проголосувала за відокремлення, але необхідного кворуму (схвалення 35% усіх виборців, які мають право голосу) не було досягнуто.
Хоча після об'єднання з Монреалем Анжу вже не самостійне місто, воно все ще широко відоме як Віль д'Анжу (фр. Ville d'Anjou).